# 복사 에너지
물리학에서, 특히 방사 분석으로 측정되는 복사 에너지(radiant energy)는 전자기파와 중력파의 에너지이다. 에너지로서 SI 단위는 줄(J)이다. 복사 에너지의 양은 시간에 따른 적분 복사속(radiant flux)으로 계산할 수 있다. Qe는 복사 에너지를 언급하기 위해 문헌에 종종 사용된다. 방사 분석 이외의 물리학 부문에서 전자기 에너지는 E 또는 W를 사용하여 나타낸다. 이 방사는 인간의 눈에 보일 수도, 보이지 않을 수도 있다.

## 같이 보기
- 발광 에너지
- 발광
- 일률
- 광전 효과
- 광검출기